# Farkha
Farkha (àrab: فرخة, Farẖa) és un municipi palestina de la governació de Salfit, a Cisjordània, 30 kilòmetres al sud de Nablus. Segons l'Oficina Central Palestina d'Estadístiques tenia 1.336 habitants el 2007.